# Sampaya
Sampaya är en ort i Bolivia.   Den ligger i departementet La Paz, i den västra delen av landet, 500 km nordväst om huvudstaden Sucre. Sampaya ligger 3 827 meter över havet och antalet invånare är 141. Den ligger vid sjön Lago de Huiñaymarca.
Terrängen runt Sampaya är kuperad åt sydost, men åt nordväst är den platt. Runt Sampaya är det ganska tätbefolkat, med 104 invånare per kvadratkilometer.. Närmaste större samhälle är Copacabana, 8,1 km söder om Sampaya. 
Trakten runt Sampaya består i huvudsak av gräsmarker.